# Stammhalter
Stammhalter bezeichnet im engeren Sinne den erstgeborenen männlichen Nachkommen eines Ehepaares, der den Familiennamen des Elternhauses erhält, um ihn seinerseits weiterzuvererben und so den „Stamm“ zu erhalten, genauer: die Stammlinie fortzuführen (siehe auch Stammbaum, Erstgeburtsrechte). Die Bezeichnung Stammhalterin für die weibliche Erbtochter findet sich selten, da sie in Kulturräumen mit Väterlinien eine Ausnahme darstellt; dies unterliegt in neuerer Zeit einem Wandel, vor allem bezüglich der freien Wahl des Familiennamens (siehe dazu Namensrecht). In ethnischen Familien, die sich nach ihrer Mütterlinie organisieren, ist die eigentliche Erbtochter zumeist die Letztgeborene, zudem beruht das Fortbestehen der mütterlichen Linie nicht nur auf einer Tochter (siehe dazu auch Ultimogenitur, Lineages). Umgangssprachlich wird heute als Stammhalter oder Stammhalterin eines Ehepaares ihr erstes gemeinsames Kind bezeichnet.
Im europäischen Kulturraum und weltweit organisieren Adelsfamilien und Herrscherdynastien ihre Erbfolge nach einer agnatischen Stammlinie (Haupt- oder Nebenlinie), dabei gilt nur der älteste ehelich legitimierte Sohn als Nachfolger seines Vaters und dessen sozialer Position und Privilegien (siehe beispielsweise das Wappenrecht). Überlebt der Erstgeborene nicht, tritt der nächstälteste eheliche Sohn in die familiäre Nachfolge; für den Fall, dass nur eine eheliche Tochter als Nachfolgerin in Frage kommt, enthält zumeist ein eigenes Hausgesetz komplizierte Regeln der Erbfolge bezüglich der ältesten Erbtochter oder einer Erbjungfer. Um einen Adelsnamen (den sogenannten „Mannesstamm“) auch dann nicht aussterben zu lassen, wenn ausschließlich Töchter vorhanden waren, wurde früher oft vor den Familiennamen späterer Generationen das Prädikat „von der“ gestellt; ein literarisches Beispiel für solche Erwägungen findet sich 1896 in dem Roman Effi Briest des deutschen Schriftstellers Theodor Fontane.
In vielen Königshäusern weltweit gilt auch heute nur der älteste Sohn als offizieller Thronfolger. Fehlt ein männlicher Stammhalter, ermöglichen einige Monarchien die Fortsetzung ihrer Linie standardmäßig über eine Tochter, dies gilt beispielsweise im Königreich Schweden seit 1980 (siehe Schwedische Thronfolgeregelung) und im belgischen Königshaus seit 1991 (siehe Belgische Thronfolgeregelung). In der britischen Monarchie sind seit 2013 Töchter den Söhnen gleichgestellt (siehe Thronfolge im Vereinigten Königreich).